# Sindang (métro de Séoul)
Sindang (en coréen 신당역) est une station de correspondance de la ligne 2 et la ligne 6 du métro de Séoul. Elle est située dans l'arrondissement de  dans l'arrondissement de Jung-gu, à Séoul en Corée du Sud.
Ouverte en 1983 et devenue station de correspondance en 2000, elle est desservie par les rames omnibus qui circulent sur la ligne 2 et la ligne 6.

## Situation sur le réseau

Plan du réseau (2023)

Établie en souterrain, la station  Sindang est une station de correspondance entre la ligne 2 et la ligne 6, du métro de Séoul : sur la ligne 2 elle est située sur la section principale circulaire entre Sangwangsimni, en direction de Hôtel de Ville, rotation dans le sens des aiguilles d'une montre sur la section circulaire, et Parc culturel & historique de Dongdaemun, en direction de Hôtel de Ville, rotation dans le sens inverse des aiguilles d'une montre sur la section circulaire ; Sur la ligne 6 elle est située après la station Dongdaemun, en direction du terminus nord-ouest Eungam, et avant la station Sangwangsimni, en direction, du terminus nord-est Sinnae.

## Histoire
La station Sindang est mise en service le 16 septembre 1983, lors de l'ouverture à l'exploitation de la premières section de la ligne 2 du métro de Séoul. Elle devient une station de correspondance avec la ligne 6 du métro de Séoul, lors d'un prolongement de cette ligne le 15 décembre 2000.

## Services aux voyageurs

### Accès et accueil
Tous les composants de la station sont souterrains. les accès, numérotés de 1 à 15, sont notamment situés sur les voies routières situées au-dessus des voies : Dassan-ro et Toegye-ro. Les différents niveaux souterrains sont accessibles par des escaliers, des escaliers mécaniques et des ascenseurs. La station dispose d'automates notamment pour l'achat de titres de transports. Les deux stations sont équipées de portes palières.

### Desserte

#### Station ligne 2
Sindang, L2, est desservie par les rames omnibus qui circulent sur la ligne 2.

Installations
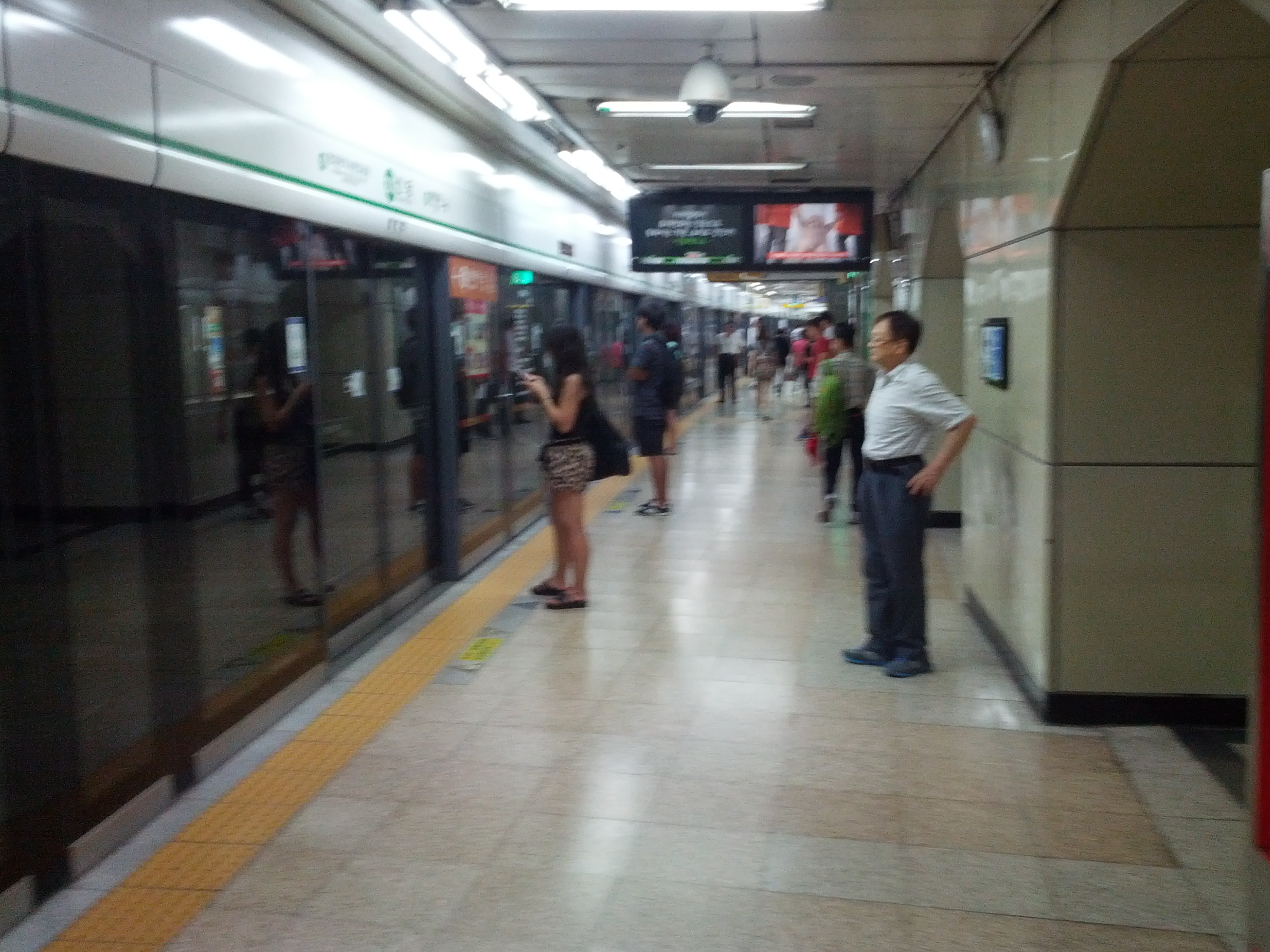
En 2013.
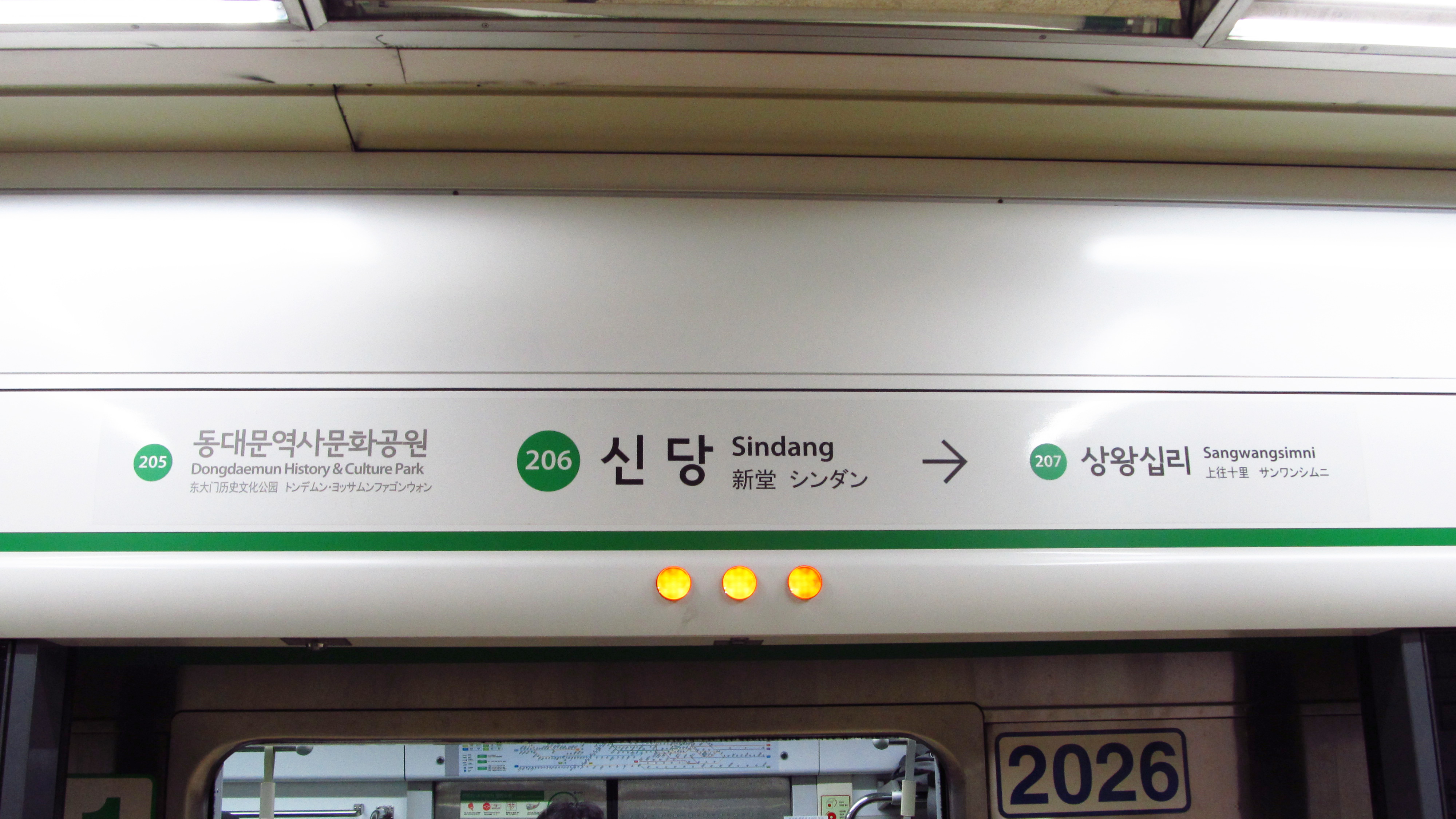
En 2018.
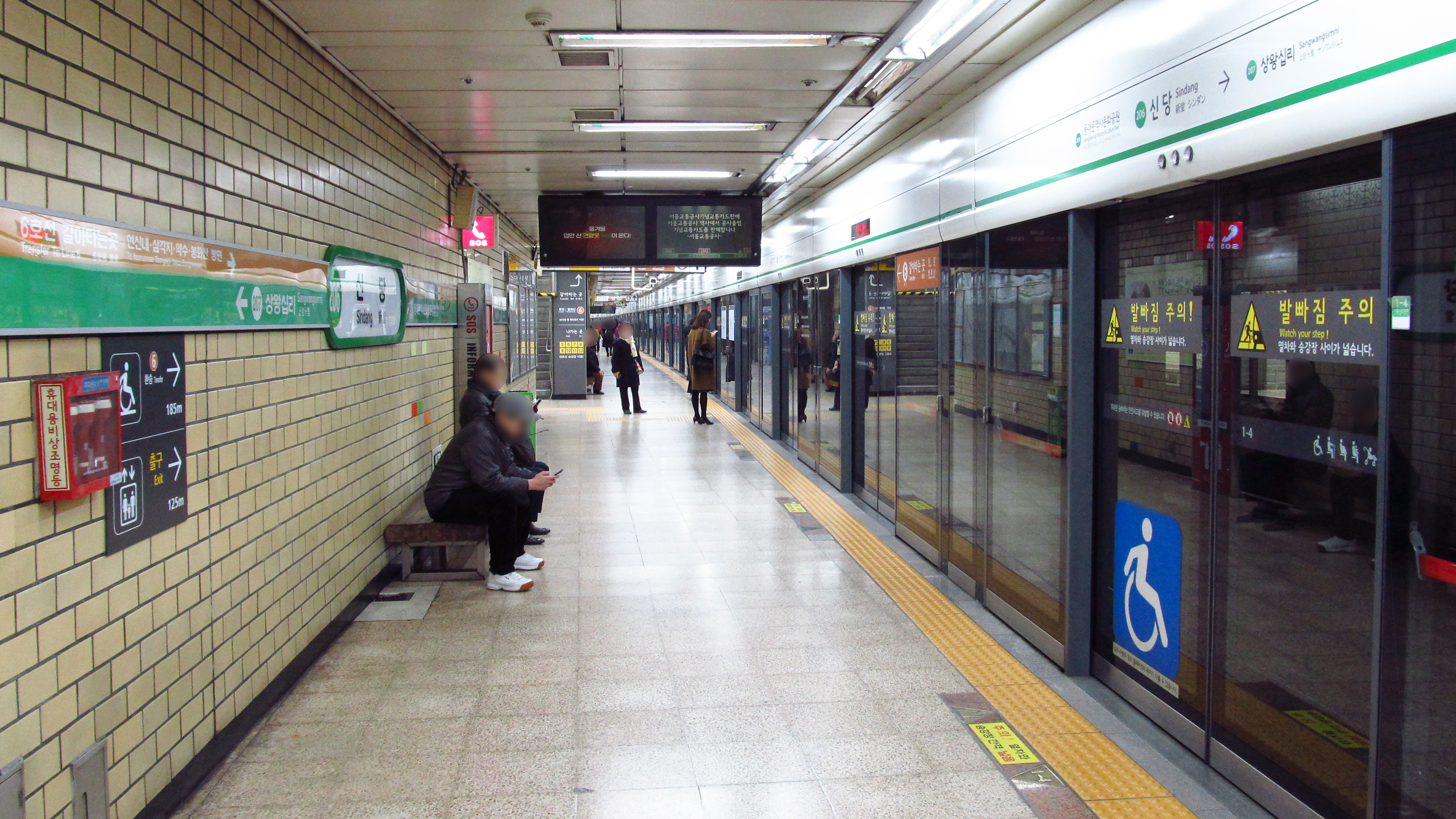
En 2018.

#### Station ligne 6
Sindang, L6, est desservie par les rames omnibus et express qui circulent sur la ligne 6.

Installations
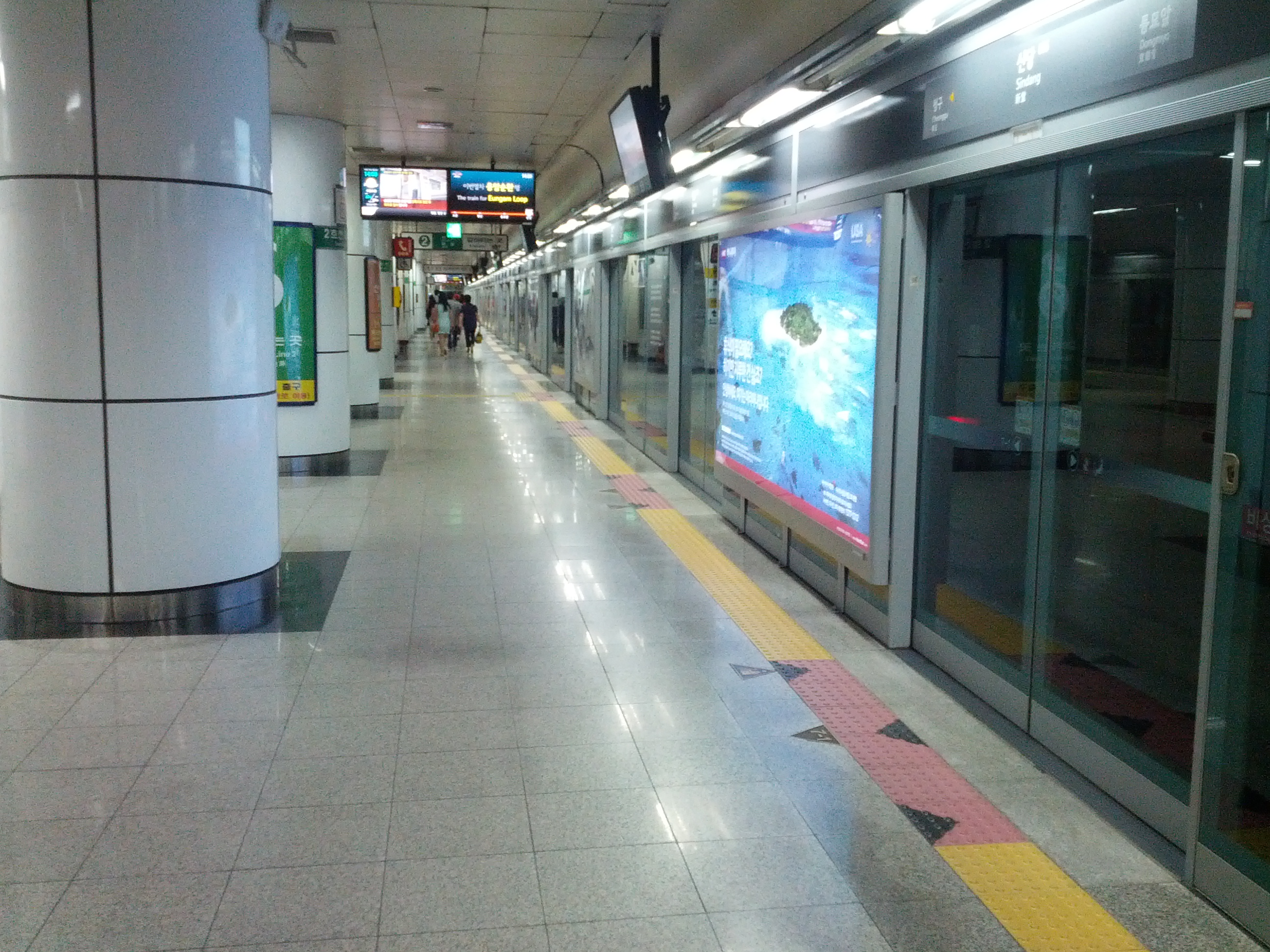
En 2018.
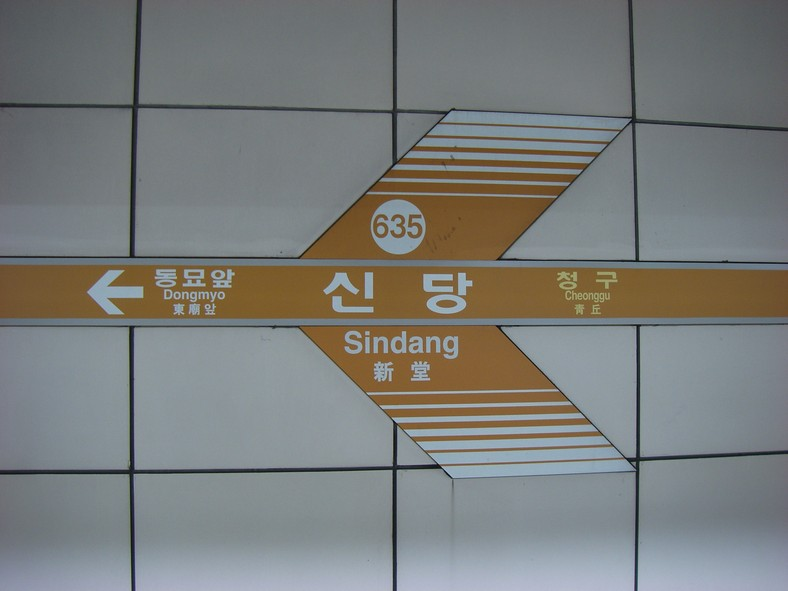
En 2007.
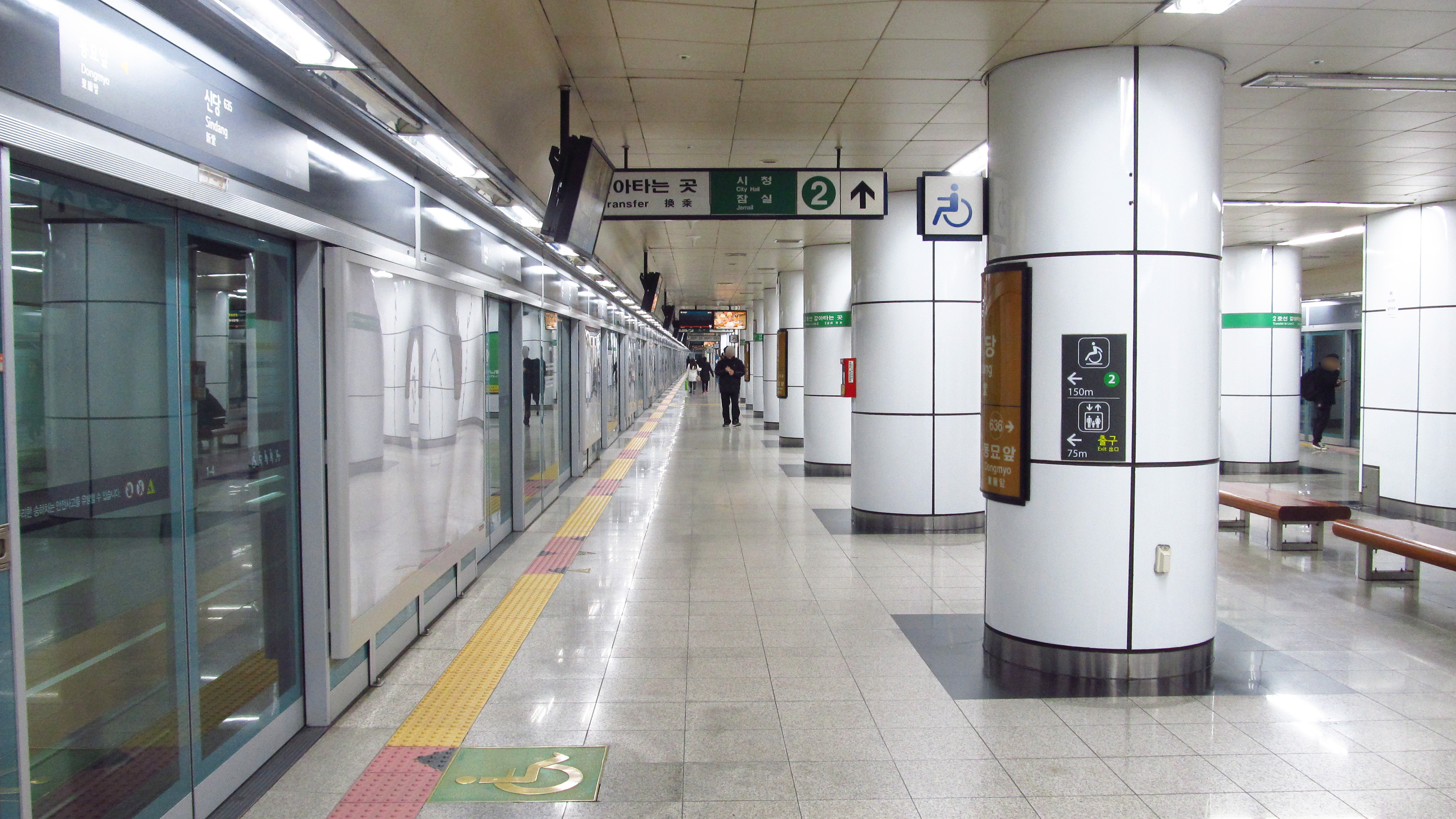
En 2018.

### Intermodalité
Des arrêts de bus urbains sont situés à proximité de certains accès de la station.

## À proximité
À proximité on trouve notamment : des établissements scolaires, le théâtre Chungmu Art Ha et des services public.